# Ahmed Hossam
Ahmed Hossam Hussein Abdelhamid (Mido) (født 23. februar 1983 i Cairo), er en egyptisk fodboldspiller, for nuværende (2007) ansat hos den engelske klub Middlesbrough F.C.